# Hans Fiedler (Maler)
Hans Fiedler (* 16. November 1903 in Duisburg; † nach 1941) war ein deutscher Porträt- und Landschaftsmaler der Düsseldorfer Schule.

## Leben
Fiedler studierte Malerei an der Kunstakademie Düsseldorf. Dort waren Wilhelm Döringer, Willy Spatz und Heinrich Nauen seine Lehrer. Später war er in Düsseldorf als „Kunstmaler“ ansässig. Von Oktober bis Dezember 1941 stellte er auf der Herbstausstellung Düsseldorfer Künstler in der Kunsthalle Düsseldorf aus.